# Taz
|  | No s'ha de confondre amb Die Tageszeitung. |

El Taz (en rus Таз) és un llarg riu rus que discorre per la part septentrional de Sibèria i desemboca a l'estuari del Taz, al mar de Kara. Té una llargada de 1.401 km i drena una gran conca de 150.000 km². Administrativament el Taz discorre pel districte autònom de Iamàlia i pel krai de Krasnoiarsk de la Federació Russa.

## Geografia
El Taz neix a l'extrem sud-est de Iamàlia, als monts Uvals, i segueix majoritàriament la direcció nord fins a desembocar a l'estuari del Taz, un ramal del més ampli golf de l'Obi. A la desembocadura el riu té una amplada d'un quilòmetre i una profunditat mitjana d'entre 10 i 15 metres. El Taz té nombrosos afluents, entre els quals el Txudosei (409 km), el Tolka (391 km) i el Bólxaia Xirta (306 km).
El seu curs és gairebé paral·lel al del Ienissei, a través de zones pantanoses, i és navegable a la part inferior, fins a uns 450 km aigües amunt de la desembocadura.

## Cabal
El Taz té un sistema semblant al de la resta de rius de Sibèria i es manté gelat d'octubre a maig, període en què arriba al mínim anual del cabal, cap a març/abril. El desgel en fa augmentar el cabal considerablement, de manera que durant la primavera la descàrrega fluvial és de tres cinquenes parts del total anual. L'estiu i la tardor es caracteritzen per una disminució gradual de l'aigua transportada.
Cabal mitjà mensual a l'estació hidrològica de Sídorovsk
 (en m³/s i calculat entre 1962-1996)